# 洛林公爵查理五世
查理五世（法語：Charles V，1643年4月3日—1690年4月18日），洛林公爵，1675年至1690年在位。

## 生平
查理於1643年4月3日出生於維也納，是洛林公爵查理四世的弟弟尼古拉二世和他的妻子洛林的克洛德·弗朗索瓦絲的次子。1634年，他的父親取代他的叔叔成為公爵；不久之後，法國佔領了洛林公國，尼古拉流亡國外，並讓位給了他的哥哥。法國人於1661年撤出，但於1670年再次入侵，直到1697年才徹底撤軍。1648年，他成為聖迪埃的教務長，並於1649年成為戈爾澤的住持。他的哥哥斐迪南德於1659年去世，使他成為洛林和巴爾的繼承人。他辭去了教會職務，轉而從事軍事生涯。
從1663年起，他開始為神聖羅馬帝國服役，參加了對抗奧斯曼帝國的莫格斯多夫戰役（1664年8月1日）。1668/69年，他申請取得波蘭王位未果。1671年，他在約翰·馮·斯波克將軍的領導下在匈牙利作戰。在圍攻施蒂利亞穆勞時，他指揮全軍。次年，他成為拉依蒙多·蒙特库科利領導的帝國騎兵指揮官。他在1674年的塞納夫戰役中頭部受傷。1675年9月，他被任命為帝國軍隊的大元帥，並於1676年參加了對菲力浦斯堡的圍攻。
同樣在1675年9月，在他的叔叔查理四世於同月去世后，他獲得了洛林公爵的頭銜。隨後被歐洲所有國家承認，除了1670年以來一直侵佔洛林的法蘭西王國。通過與奧地利的埃萊奧諾爾·瑪麗亞·約瑟芬的婚姻，他於1678年成為皇帝利奧波德一世的姐夫，並於1679年被任命為蒂羅爾和阿爾卑斯山麓的總督。1678年，他指揮帝國軍隊穿越黑森林。
作為帝國的將軍（1675-1688年），他在1683年9月12日的卡倫貝格戰役、1686年征服奧芬以及1687年重新征服匈牙利、斯拉沃尼亞和特蘭西瓦尼亞（大土耳其戰爭、莫哈奇戰役）中發揮了決定性作用。1688年5月，由於重病，他將軍事職位讓給了巴伐利亞選帝侯馬克西米利安二世·埃曼努爾。不久之後，他被重新啟用並在普法爾茨王位繼承戰爭中擔任指揮。1689年9月，他的軍隊在經過三個月的圍攻後成功奪回美因茨，然後與勃蘭登堡軍隊一起征服了波恩。他最初回到了因斯布魯克的家中，但後來想前往維也納與皇帝利奧波德一世商談全面的軍隊改革。
雖然他感覺不舒服，但依舊前往維也納，但於1690年4月18日在上奧地利韋爾斯死於肺栓塞。根據伏爾泰的說法，法國國王路易十四在他死後曾說：「我的對手中最偉大、最聰明、最慷慨的人死了」（法語：le plus grand, le plus sage et le plus généreux de mes ennemis est mort）。查理五世最初被埋葬在因斯布魯克的耶穌會教堂。1697年10月，法國在《賴斯韋克和約》中接受條款，從洛林公國撤軍，他的遺體被轉移到洛林首府南錫，最終被安葬在了公爵府（今科德利埃教堂）。

## 家庭
1678年，查理五世與奧地利的艾蕾諾爾結婚，兩人共有四個兒子：
1. 利奧波德（1679年—1729年）
2. 查理-約瑟夫（英语：Charles Joseph of Lorraine）（1680年—1715年）
3. 約瑟夫（法语：Joseph de Lorraine）（1685年—1705年），早逝

| 洛林公爵查理五世 洛林王朝出生于：1643年4月3日逝世於：1690年4月18日 | 洛林公爵查理五世 洛林王朝出生于：1643年4月3日逝世於：1690年4月18日 | 洛林公爵查理五世 洛林王朝出生于：1643年4月3日逝世於：1690年4月18日 |
| 統治者頭銜                                                         | 統治者頭銜                                                         | 統治者頭銜                                                         |
| ------------------------------------------------------------------ | ------------------------------------------------------------------ | ------------------------------------------------------------------ |
| 前任者： 查理四世                                                  | 洛林公爵 1675年—1690年                                             | 繼任者： 利奧波德                                                  |